# Bosznay István
Bosznay István (Csurgó, 1868. október 19. – Budapest, 1944. november 1.) magyar festőművész, képzőművészeti főiskolai tanár, kormányfőtanácsos.

## Élete és munkássága
Bosznay István és Godány Mária fiaként született. A budapesti Mintarajziskolában tanult, tanárai Greguss János és Székely Bertalan voltak. 1902-től az Andrássy-ösztöndíj segítségével tanulmányutat tett Németországban, Olaszországban, Angliában és Hollandiában. 1910-től Debrecenben dolgozott rajztanárként, majd a Képzőművészeti Főiskola tanára lett.
Kedvenc témái a tájképek, a dunántúli erdők, a fás magyar domb- és hegyvidék, a Balaton voltak. Szívesen festett tavaszi virágos és téli tájképeket is a naturalizmus stílusában.
1893-tól vett részt kiállításokon, többek között a Nemzeti Szalonban, a Műcsarnokban és a Képzőművészeti Főiskolán. Legjelentősebb kiállításai között volt az 1934-es velencei tárlat is.
A Magyar Nemzeti Galériában található egy realisztikusan festett tájkép-sorozata; ezek egyikére, a November címűre, 1915-ben Állami Kis Aranyérmet kapott.
1944-ben hunyt el gyomorrákban. Neje Verbay Ilona volt.

## Elismerései
- 1913 – Kis Aranyérem, München
- 1915 – Állami Kis Aranyérem, Budapest.
- 1920 – Wolfner-díj
- 1922 – Horváth Nándor Balaton-díja
- 1923 – Állami Nagy Aranyérem